# Vela nos Jogos Sul-Americanos de 2010
As competições de vela nos Jogos Sul-Americanos de 2010 ocorreram entre 23 e 25 de março na Represa do Guatapé. Seis categorias foram disputadss.

## Calendário
| Março | 17 | 18 | 19 | 20 | 21 | 22 | 23 | 24 | 25 | 26 | 27 | 28 | 29 | 30 | T |
| ----- | -- | -- | -- | -- | -- | -- | -- | -- | -- | -- | -- | -- | -- | -- | - |
| Vela  |    |    |    |    |    |    |    |    | 6  |    |    |    |    |    | 6 |

## Medalhistas
| Evento         | Ouro                                              | Prata                                                              | Bronze                                                          |
| Laser          | Julio Alsogaray ARG Argentina                     | Bruno Fontes BRA Brasil                                            | Matias del Solar Goldsmith CHI Chile                            |
| RS:X masculino | Albert Carvalho BRA Brasil                        | Mariano Reutemann ARG Argentina                                    | Daniel Flores VEN Venezuela                                     |
| Laser Radial   | Cecilia Carranza ARG Argentina                    | Francisca Arantza Gumucio Jaras CHI Chile                          | Odile Ginaid BRA Brasil                                         |
| Sunfish        | Hugolino Colmaneres VEN Venezuela                 | Andres Ducasse Rojas CHI Chile                                     | Jonathan David Martinetti Mawyin ECU Equador                    |
| Snipe          | Cecilia Granucci Luis Soubie ARG Argentina        | Gabriel Kieling Alexandre Tinoco BRA Brasil                        | Dany Delgado Sergio Delgado COL Colômbia                        |
| Lightning      | Andres Guevara Pablo Lorca Pedro Robles CHI Chile | Marcelo Batista da Silva Cláudio Biekarck Gunnar Ficker BRA Brasil | Jaime Cases Sebastian Castano Juan Eduardo Reid Tagle CHI Chile |

## Quadro de medalhas
| Ordem | País      | Medalha de ouro | Medalha de prata | Medalha de bronze | Total |
| ----- | --------- | --------------- | ---------------- | ----------------- | ----- |
| 1     | Argentina | 3               | 1                |                   | 4     |
| 2     | Brasil    | 1               | 3                | 1                 | 5     |
| 3     | Chile     | 1               | 2                | 2                 | 5     |
| 4     | Venezuela | 1               |                  | 1                 | 2     |
| 5     | Colômbia  |                 |                  | 1                 | 1     |
| 5     | Equador   |                 |                  | 1                 | 1     |
| TOTAL | TOTAL     | 6               | 6                | 6                 | 18    |